# Могиляны (Малопольское воеводство)

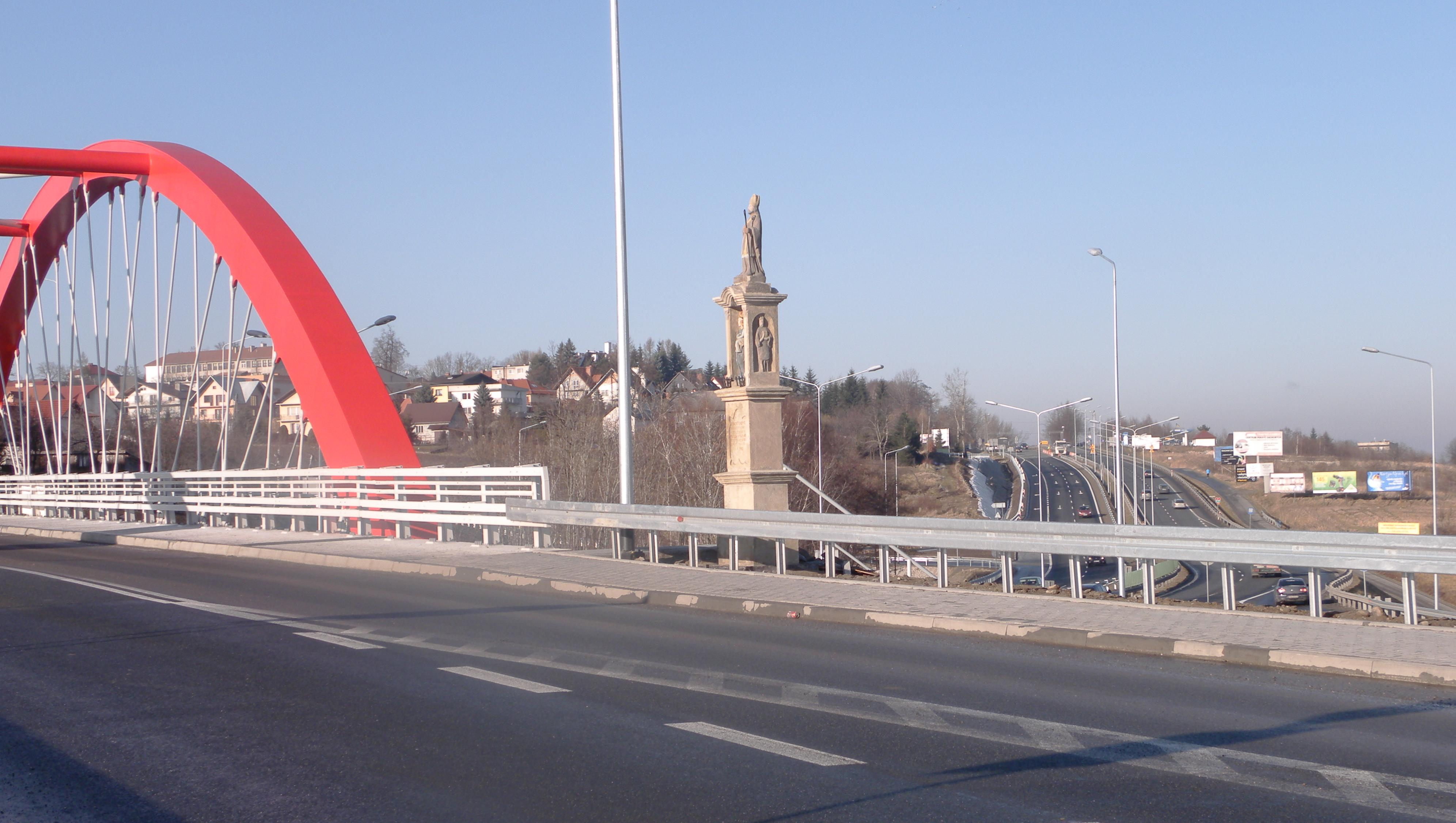
Вид села

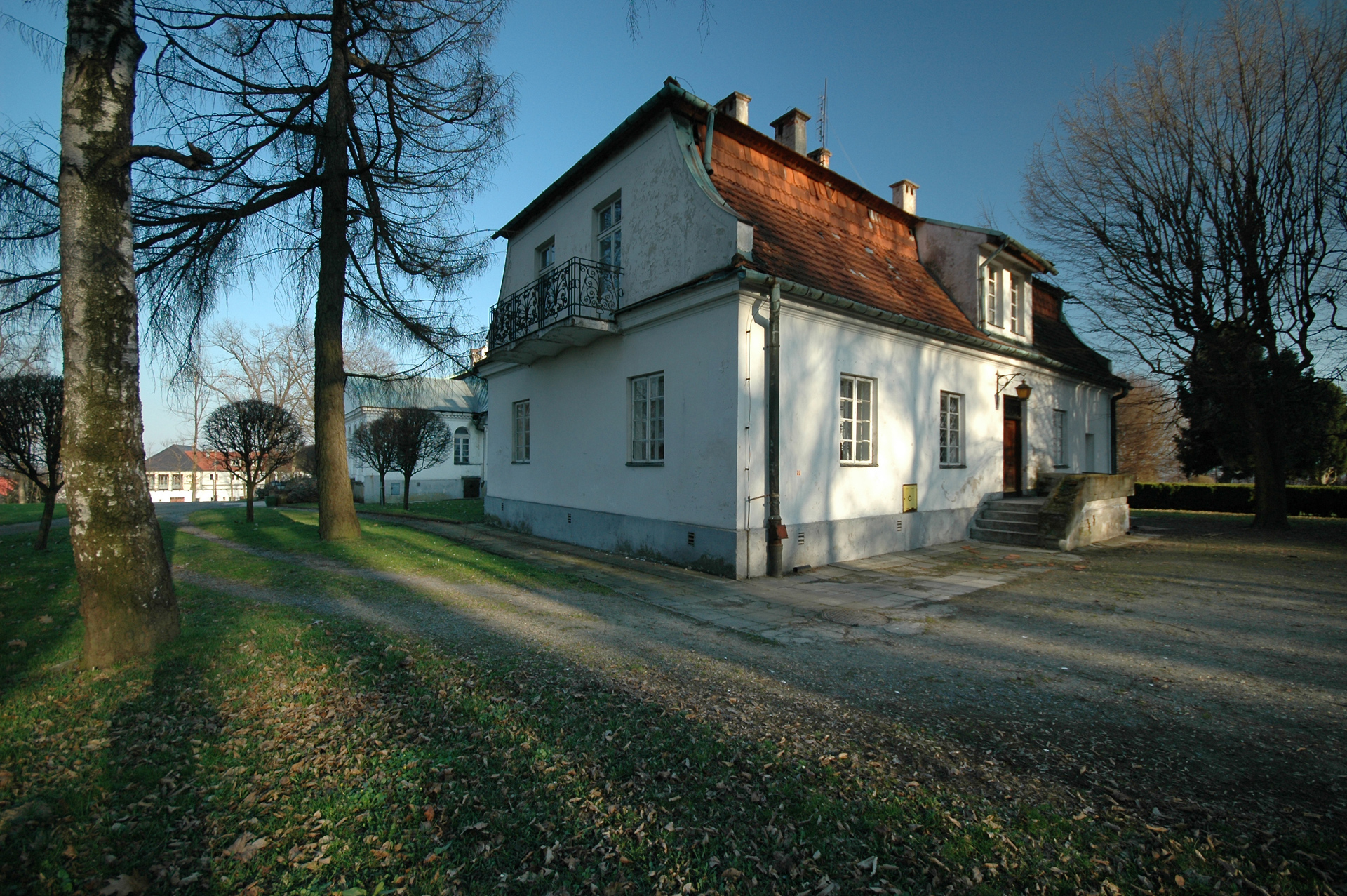
Усадьба

Могиля́ны (пол. Mogilany) — село в Польше в сельской гмине Могиляны Краковского повета Малопольского воеводства. Административный центр сельской гмины Могиляны.

## География
Село располагается в 15 км от административного центра воеводства города Краков. Через село проходит дорога 7, являющаяся частью автомагистрали Е77. На востоке от села находится флористический заповедник «Чешинянка».

## История
До конца XII века окрестная земля принадлежала польской короне. В западной части современного села в это время находилась оборонительный пункт, через который проходил торговая дорога через Карпаты и Венгрию в южную часть Европы. В это время около этого пункта возникла деревня Броначова, которая в средние века вошла в состав села Могиляны. Первое упоминание о селе относятся к 1199 году, когда князь Лешек Белый передал его своему приятелю сандомирскому воеводе Говореку. В 1231 году вдова Говорека Милослава подарила село краковскому воеводе Теодору Грифиту. В 1231 году появилось первое документированное свидетельство о селе, которое упоминается в послании жены сандомирской княгини и жены Лешека Белого Гремиславы. Следующее свидетельство о селе относится к 1232 году, когда оно упоминается на латинском языке как «villa nomine Mogilani». О селе писал польский хронист Ян Длугош в своём сочинении «Liber beneficiorum», где он упоминает о католическом приходе в селе (in parochia ecclesiae de Mogilany). В документах 1564 года село называется как «Могеляны» (Mogielany).
В 1243 году собственником села стал цистерцианский монастырь из Людзьмежа. Цистерцианцы в 1440 году построили в Могилянах первую деревянную церковь, которая просуществовала до начала XVII века. В 1560 году аббат цистерцианцев передал Могиляны вместе с близлежащими сёлами Влосань и Глогочув в собственность сандомирскому воеводе и краковскому каштеляну Спытеку Лаврентию Йордану, который построил в селе собственный деревянный дворец и обустроил около Миколая Рея и Станислава Ореховского. В 1558 году Миколай Рей написал в этом дворце своё сочинение «Żywot człowieka poczciwego». После смерти Спытека Лаврентия Йордана село перешло в 1568 году во владение его вдове и затем — Анне Синявской, дочери гетмана великого коронного Николая Сенявского. В последующие годы село было собственностью семьи шляхетского рода Зборовских. В конце XVI века селом владел род Борков. В 1595 году Миколай Борек построил в Могилянах приходскую школу, которая просуществовала до начала XVIII века. После смерти Миколая Борека его дочь вышла замуж за Станислава Йордана и в 1629 году Могиляны снова сталт собственностью рода Йорданов.
В 1604 году в Могилянах была построена сохранившаяся до нашего времени каменная церковь святого Варфоломея.
Во время шведского потопа село было опустошено войсками генерала Роберта Дугласа.
В XVIII веке село переходило в собственность различных польских аристократических семей, среди которых был семьи Потоцких, Любомирских, Мосальских, Ташицких и Тарло. В 1764 году был разобран деревянный дворец, построенный Спытеком Лаврентием Йорданом, и на его месте был построен новый каменный дворец в стиле классицизма Геленой Аполонией Мосальской, дочерью Йозефа Мосальского. Её дочь Сидония де Линь Потоцкая продала Могиляны в 1802 году Йозефу и Новину Конопкам, которые были саноцкими ловчими. Самым известным представителем этой семьи был профессор юриспруденции и философии Ягеллонского университета Йозеф Новин Конопка, который написал монографию о Могилянах «Wieś Mogilany» (была издана в Кракове в 1885 году). Благодаря стараниям Йозефа Новина Конопки в селе были основаны ежегодная ярмарка, почта и фабрика сельскохозяйственных машин, которая проработала до 1873 года. В 1803 году около села была основана рудная шахта. Могиляны находились в собственности рода Конопка до 1939 года.
До Второй мировой войны в селе было сельскохозяйственное хоязйство, принадлежавшее краковской Сельскохозяйственной академии. В этом хозяйстве проходили практику студенты этой академии. Во время войны усадьба в Могилянах была резиденцией немецкого старосты краковского повета. В январе 1945 года Могиляны были освобождены советскими войсками.
В 1958 году около местной средней школы археологи обнаружили городище лужицкой культуры, относящееся к 1300—1400 векам до нашей эры.
В 1975—1998 годах село входило в состав Краковского воеводства.
В мае 2006 года в селе проездом был Римский папа Иоанн Павел II, который отслужил мессу в церкви святого Варфоломея.

## Население
По состоянию на 2013 год в селе проживало 3052 человека.
| 2010 | 2013 |
| ---- | ---- |
| 2786 | 3052 |

| Перепись  | Всего   | Всего | Женщины | Женщины | Мужчины | Мужчины |
| --------- | ------- | ----- | ------- | ------- | ------- | ------- |
| Единицы   | человек | %     | человек | %       | человек | %       |
| Население | 3052    | 100   | 1604    |         | 1448    |         |

## Достопримечательности
Памятники культуры Малопольского воеводства:
- Церковь святого Варфоломея, построенная в 1604 году (№ А-163);
- Усадьба в Могилянах (№ А-319).

Другие объекты:
- Сельское кладбище. Самое строе надгробие датируется началом XIX века.
- Придорожные часовни;
- Придорожная часовня около дороги А7.
- Здание старой школы, основанной в 1905 году.